# NixOS
NixOS ist eine Linux-Distribution auf Basis des Paketmanagers Nix. NixOS basiert auf dem Ansatz deklarativer Systemkonfiguration, um reproduzierbare und zuverlässige Systemkonfiguration und in Folge reibungslose Systemaktualisierungen zu erlauben.

## Geschichte
NixOS begann 2003 als Forschungsprojekt des niederländischen Softwareingenieurs Eelco Dolstra. Das Ziel war, einen besseren Umgang mit typischen Problemen bei der Auslieferung und Installation von Software zu erkunden. 2015 wurde die NixOS Foundation gegründet, um Projekte rund um das Ökosystem von NixOS zu fördern. NixOS wird in einer Analyse der Cloud Native Computing Foundation (CNCF) im Juni 2017 als eines der 30 Open-Source-Projekte mit der höchsten Entwicklungsgeschwindigkeit genannt.

## Verbreitung
April 2025 belegte NixOS den Platz 17 des Popularitätsindex der Website DistroWatch. Im Juli 2017 lag NixOS noch auf Platz 73.
Im Oktober 2017 fand die zweite Konferenz zum Thema Nix in Unterföhring bei München statt. 2019 fand die NixCon mit weniger als 150 Teilnehmenden in Brünn statt. Die NixCon2024 war mit mittlerweile mehr als 400 Teilnehmenden in Berlin.

## Funktionen und Besonderheiten
NixOS zeichnen einige spezifische Besonderheiten aus, welche die Distribution von anderen Linux-Distributionen unterscheiden:
- Deklarative Systemkonfiguration
- Atomare Upgrades und Rollbacks
- Reproduzierbare Systemkonfiguration
- Multi-user-fähige Paketverwaltung

## Kontroversen in der Community
Entwickler warfen Eelco Dolstra vor, er würde als Projektgründer den Stiftungsvorstand und Teile der Community unter Druck setzen, um Entscheidungen durchzusetzen. So soll er unter anderem technische Entscheidungen blockiert haben. Ein weiterer Kritikpunkt der Community entstand durch das geplante Sponsoring der NixCon 2023 durch die Firma Anduril, einem Unternehmen für Verteidigungstechnologie welches NixOS verwendet. Dolstra befürwortete dies gegen die mehrheitliche Meinung der Community. Für 2023 wurde das Sponsoring nicht angenommen. Ebenso nicht bei der NixCon 2024 in Berlin. Bei der NixCon NA 2024 hingegen war das Unternehmen unter den Sponsoren. Dolstra wird zudem noch Befangenheit vorgeworfen, da er für das Unternehmen Determinate Systems arbeitet und zwischen diesem und Anduril eine Beziehung vermutet wurde.
Dolstra ist Anfang Mai 2024 von seinen Vorstandsposten zurückgetreten und es wurde eine verfassungsgebende Versammlung ernannt, deren Auftrag ist, eine neue Verwaltungsstruktur zu entwickeln. Nach einer Analyse von Heise Online waren die Vorwürfe gegenüber Dolstra zwar größtenteils wahr, aber sehr überspitzt dargestellt.